# Canções Praieiras
Canções Praieiras é o primeiro álbum do cantor e compositor brasileiro Dorival Caymmi, lançado em 1954. Gravado pela Odeon.

## Faixas
1. "Quem Vem Para a Beira do Mar"
2. "O Bem do Mar"
3. "O Mar"
4. "Pescaria (Canoeiro)"
5. "É Doce Morrer no Mar"
6. "A Jangada Voltou Só"
7. "A Lenda do Abaeté"
8. "Saudade de Itapoã"

Todas as canções são compostas por Dorival Caymmi.